# Frontopsylla liui
Frontopsylla liui är en loppart som beskrevs av Guo Tian-yu, Liu Quan et Wu Hou-yong 1994. Frontopsylla liui ingår i släktet Frontopsylla och familjen smågnagarloppor. Inga underarter finns listade i Catalogue of Life.